# Bukeye
Bukeye è un comune del Burundi situato nella provincia di Muramvya con 66.090 abitanti (censimento 2008).

## Geografia antropica

### Suddivisioni amministrative
Il comune è suddiviso in 18 colline.